# Parma
För andra betydelser, se Parma (olika betydelser).
Parma är en norditaliensk stad och kommun med 196 518 invånare (2018).. Den är huvudort i provinsen Parma i regionen Emilia-Romagna. Parma är känt bland annat för sin livsmedelsindustri, och här ligger EU:s gemensamma myndighet för livsmedelssäkerhet, EFSA (European Food and Safety Authority). Staden är också ett biskopssäte. Under 1990-talet blev staden också känd för fotbollsklubben Parma FC, som hade stora framgångar, med spelare som Faustino Asprilla, Dino Baggio, Tomas Brolin och Gianfranco Zola.

## Stadsbild

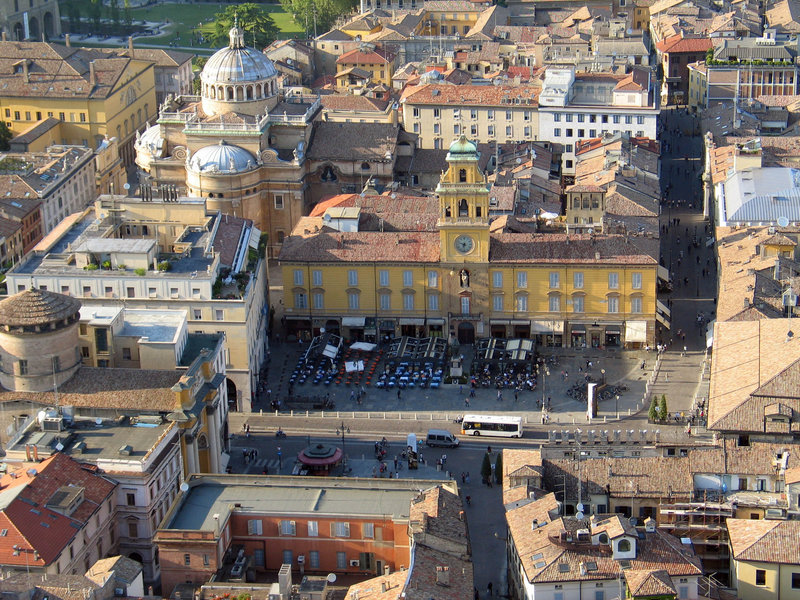
Piazza Garibaldi

Staden Parma ligger på slätten vid floden Parma, en liten biflod till Po, vid den gamla Via Æmilia, som går genom staden. Staden är omgiven av breda vallar, vilka används som promenadstråk och i söder omsluts den av citadellet.
Av stadens mer än 60 kyrkor är katedralen, byggd i romansk-bysantinsk stil, den äldsta. Dess kupol pryds av Correggios berömda freskmålning Marias himmelsfärd (som dock blivit rökskadad). Öster om katedralen ligger kyrkan S. Giovanni Evangelista, en vacker renässansbyggnad av B. Zaccagni, med fresker av Correggio. Kyrkan Madonna della Steccata, Parmas vackraste renässanskyrka, byggd 1521-39 efter Zaccagnis ritningar, innehåller flera hertigars av Parma gravar.
Det forna hertigliga palatset och La Pilotta bildar en stor grupp av byggnader, huvudsakligen härstammande från 1500- och 1600-talen. Det inrymmer konstakademin, ett värdefullt tavelgalleri, fornminnesmuseum samt ett stort bibliotek. Den restaurerade Teatro Farnese (byggd 1618-28, för 4 500 åskådare) hör även dit. 1422 öppnade universitetet. För övrigt har Parma biskopsseminarium, och musikkonservatorium.

## Näringsliv
Ostsorten Parmigiano-Reggiano som ofta kallas parmesanost har uppkallats efter Parma i kombination med staden Reggio nell'Emilia. Staden har även blivit berömd för den lufttorkade skinka som produceras i Parma med omnejd. Lokalt kallas skinkan Prosciutto Crudo di Parma, vilket betyder rå skinka från Parma (i motsats till kokt skinka). I Sverige kallas denna skinka dock oftast för "Parmaskinka" eller i vissa fall endast "Parma" vilket kan ge upphov till förvirring. Med dessa två välkända matprodukter har Parma tagit plats som ett kulinariskt högsäte.

## Historia

Stadsvapen.

Parma är en mycket gammal stad.  Pålbyggnader från bronsåldern upptäcktes här 1864. År 183 f.Kr. anlades en romersk koloni som under kejsar Augustus fick namnet Colonia Julia Augusta. Under bysantinska rikets erövring av Rom blev Parma en del av Exarkatet. Grekerna kallade den Chrysopolis ("den gyllene staden"). Detta namn förvandlades i medeltidens krönikor till Grisopolis. Parma blev på medeltiden en viktig station längs Via Francigena, som förband Rom med Nordeuropa, och passerades då av stora skaror pilgrimer. Den införlivades nominellt av Karl den store i Heliga romerska riket, men regerades i praktiken av biskopen. Under de följande århundradenas maktkamper mellan kejsardömet och kyrkan tog Parma som regel parti för kejsaren. Två av dess biskopar blev för övrigt motpåvar.
Även under striderna mellan guelfer och ghibelliner tog Parma inledningsvis parti för kejsardömet. 1248 tog de påvliga släkterna makten, varvid kejsar Fredrik II:s styrkor belägrade staden, men slogs ner.
Fram till 1200-talet styrdes Parma som republik av familjerna Rossi, Pallavicino, Correggio och San vitale. 1346 kom Parma till Milano och delade därefter huvudsakligen hertigdömet Milanos öden till 1512. Under heliga ligans krig mot Frankrike erövrade påven Julius II 1512 städerna Parma och Piacenza. De förenades med Kyrkostaten. Påven Paulus III av huset Farnese upphöjde Parma 1545 till det autonoma Hertigdömet Parma. Han gav det åt sin naturlige son Pier Luigi Farnese, vars ätt utgick 1731 på manssidan med hertig Antonio.
1731-1735 tillhörde Parma och Piacenza den spanske prinsen Karl, en son till Antonios brorsdotter Elisabet och Filip V av huset Bourbon, och därefter 1735-1748 Österrike. Det avträddes 1748 (jämte Guastalla) till den ovannämnde Karls broder Filip (1748-1765). Då Filips son Ferdinand (1765-1802) avled, tog Frankrike Parma, Piacenza och Guastalla. Redan 30 mars 1806 gav Napoleon I Guastalla åt sin syster Pauline och senare Parma, med hertigtitel, åt Cambacérës och Piacenza åt Lebrun som franska län, men Parisfreden 1814 och Wienkongressen 1815 överlämnade Parma, Piacenza och Guastalla såsom självständigt hertigdöme åt Napoleons gemål kejsarinnan Marie Louise.
Efter hennes död 1847 tog hertigen av Lucca, Karl II, Parma i besittning (enligt bestämmelser från 1817 och 1819). Han var sonson till den ovan nämnde hertig Ferdinand och huset Bourbon hade således åter kommit på Parmas tron. Redan i mars 1848 måste Karl II fly från Parma som blivit statt i revolution. Hans myndighet återställdes visserligen i april med österrikisk vapenmakt, men 14 mars 1849 avsade han sig regeringen till förmån för sin son Karl III, som regerade sitt lilla rike med mycken stränghet. Karl III lönnmördades och dog 27 mars 1854. Hans änka, Louise Marie av Bourbon (syster till greven av Chambord), övertog regeringen för sin minderårige son, Robert. Louise Marie försökte genom eftergifter och reformer blidka befolkningen. Under kriget 1859 förblev hon dock neutral, och anslöt sig inte enligt folkets önskan till kungariket Sardinien emot Österrike. Av den anledningen tvingades hon efter österrikarnas nederlag vid Magenta lämna landet (9 juni). En provisorisk regering uppmanade Viktor Emanuel att överta hertigdömets styrelse. Efter att en folkomröstning uttalat sig för en förening med Sardinien följde Parmas införlivande med det nya kungariket Italien 18 mars 1860, i vilket det bildade provinserna Parma och Piacenza samt en del (Pontremoli) av Massa-Carrara.
Parma hade vid sin förening med kungariket Italien en areal av 6 158 km² och en halv miljon invånare.

## Näringsliv
- Parmalat
- Barilla